# Razgrad
Razgrad (bułg. Разград, starożytne Abrittus, Abritus) – miasto w północno-wschodniej Bułgarii, stolica obwodu Razgrad, nad rzeką Beli Łom.
Handlowy ośrodek regionu rolniczego; przemysł spożywczy, garbarski, fabryka penicyliny; węzeł drogowy.
Obecnym burmistrzem jest Denczo Stojanow Bojadżiew, pełniący funkcję od roku 2019.
W 251 r. polegli w bitwie z Gotami stoczonej pod miastem cesarze rzymscy Trajan Decjusz i jego syn Herenniusz Decjusz.
Znajduje się tu klub piłkarski Łudogorec Razgrad.

## Miasta partnerskie[2]
- Armagh, Wielka Brytania
- Assen, Holandia
- Avcılar, Turcja
- Brunswick, Stany Zjednoczone
- Călărași, Rumunia
- Châlons-en-Champagne, Francja
- Orzeł, Rosja
- Poznań, Polska
- Saloniki, Grecja
- Slobozia, Rumunia
- Szombathely, Węgry
- Yangzhou, Chiny
- Wittenberge, Niemcy